# 末続駅
末続駅（すえつぎえき）は、福島県いわき市久之浜町末続字代（だい）にある、東日本旅客鉄道（JR東日本）常磐線の駅である。

## 歴史
- 1947年（昭和22年）6月1日：運輸省の駅として開業[2][3]。
- 1949年（昭和24年）6月1日：日本国有鉄道が発足。
- 1961年（昭和36年）2月1日：貨物の取り扱いを廃止[4]
- 1975年（昭和50年）10月1日：荷物の扱いを廃止[4]。
- 1977年（昭和52年）3月1日：駅員無配置駅となる[5]（簡易委託化）。
- 1987年（昭和62年）4月1日：国鉄分割民営化に伴い、JR東日本の駅となる[4]。
- 1993年（平成5年）10月：完全無人化。
- 2011年（平成23年）
  - 3月11日：東日本大震災（福島第一原子力発電所事故）により休止。
  - 4月21日：周辺の屋内待避命令を解除。当初、当駅は営業再開の対象外となっていた。
  - 8月1日：代行バス運行開始。ただし、駅には乗り入れず、「ラーメンショップ久ノ浜店」（現在の大ちゃん食堂）前の臨時バス停で乗降する。
  - 10月10日：当駅への列車の停車が再開。これに従い、代行バスは運行終了[報道 1]。
- 2020年（令和2年）3月14日：東京近郊区間に編入される[報道 2]。ICカード「Suica」の利用が可能となる[報道 2]。
- 2024年（令和6年）10月1日：えきねっとQチケのサービスを開始[1][報道 3]。

## 駅構造
相対式ホーム2面2線を有する地上駅である。木造駅舎を有する。互いのホームは跨線橋で連絡している。
いわき統括センター（いわき駅）管理の無人駅である。駅構内には、開業を記念したヤマザクラが植えられているほか、季節ごとに多くの花が咲いている。改札口には乗車駅証明書発行機と簡易Suica改札機が設置されている。
ホーム上から海が眺められることを活用し、床上げやウッドデッキの設置などが実施された。

### のりば
| 番線 | 路線    | 方向 | 行先                   |
| ---- | ------- | ---- | ---------------------- |
| 1    | ■常磐線 | 下り | 原ノ町・仙台方面       |
| 2    | ■常磐線 | 上り | いわき・水戸・上野方面 |

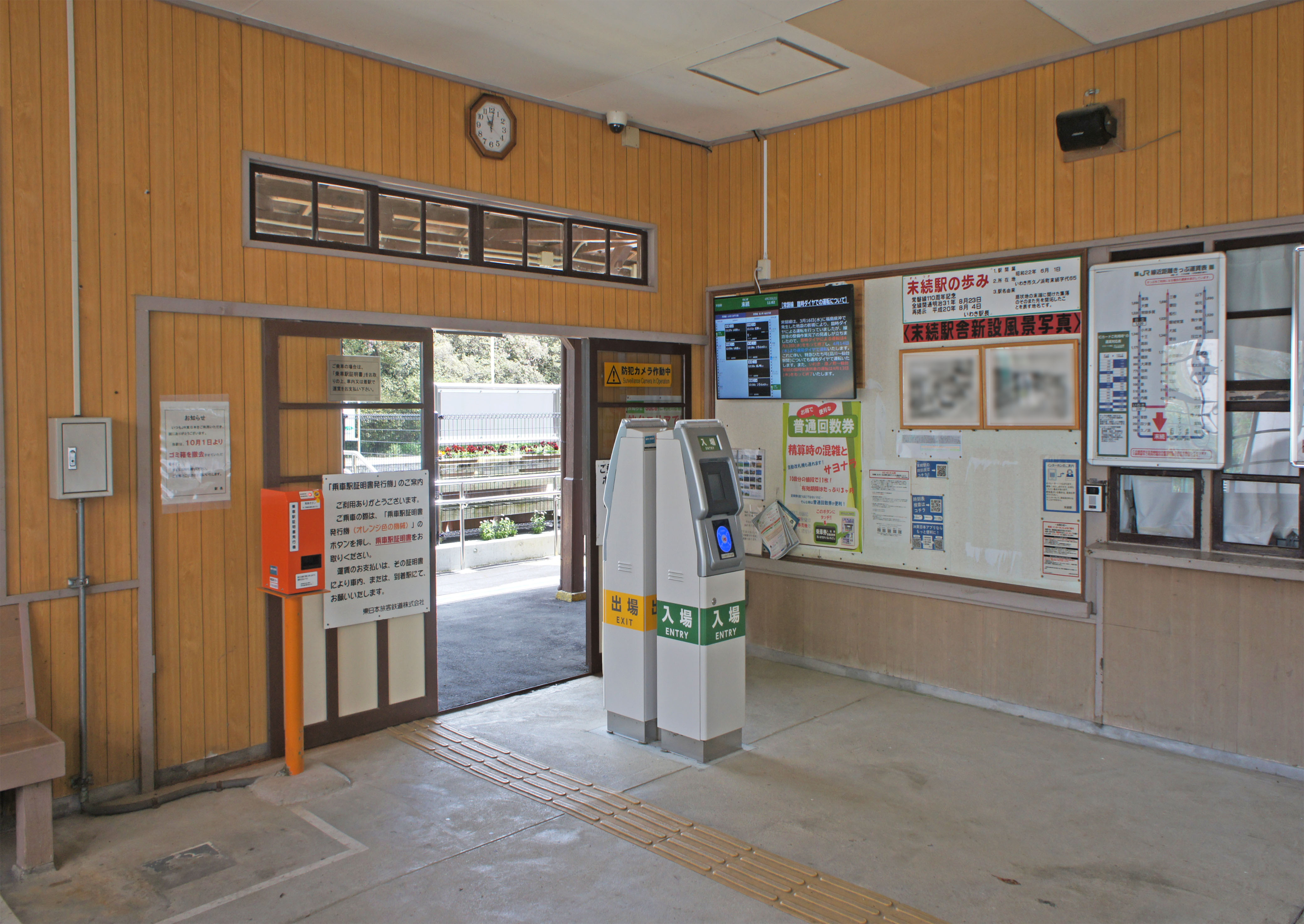
改札口（2022年4月）
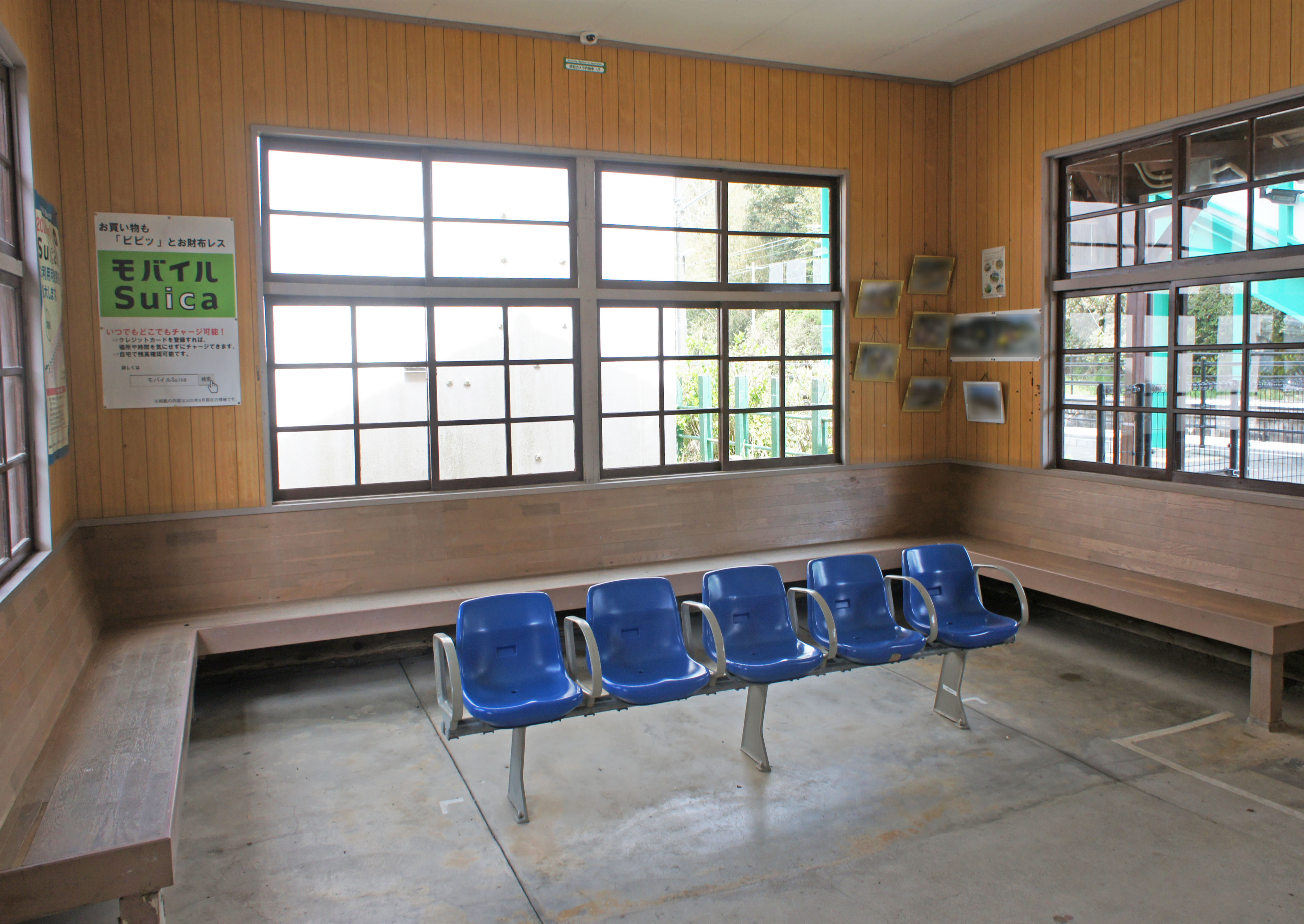
待合室（2022年4月）
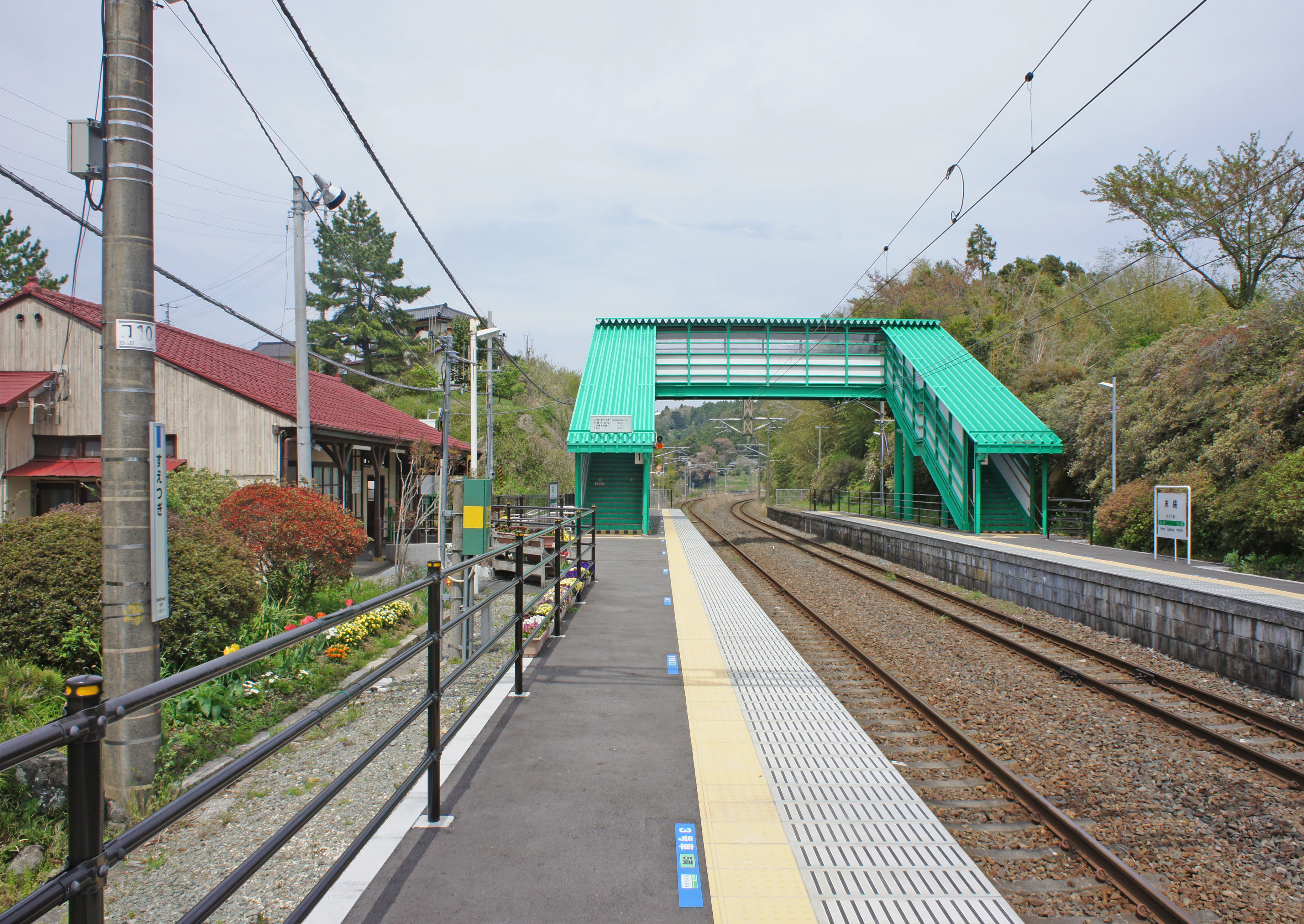
ホーム（2022年4月）

## 利用状況
「福島県統計年鑑」によると、2000年度（平成12年度）- 2004年度（平成16年度）の1日平均乗車人員の推移は以下のとおりであった。
| 乗車人員推移       | 乗車人員推移     | 乗車人員推移 |
| 年度               | 1日平均 乗車人員 | 出典         |
| ------------------ | ---------------- | ------------ |
| 2000年（平成12年） | 68               | [ 7 ]        |
| 2001年（平成13年） | 63               | [ 8 ]        |
| 2002年（平成14年） | 63               | [ 9 ]        |
| 2003年（平成15年） | 60               | [ 10 ]       |
| 2004年（平成16年） | 63               | [ 11 ]       |

## 駅周辺
- 国道6号

## その他
- 映画『釣りバカ日誌8』では当駅がロケ地として使用された。
- 当駅と隣の久ノ浜駅との間には旧線で使用していたトンネルの廃墟がある。
- 末続地区には小学校がないため、近隣の小学生は朝夕に久ノ浜駅との間で列車通学をする。
- アニメ映画『フラ・フラダンス』では主人公である「夏凪日羽」が通学するシーンで当駅が登場する。

## 隣の駅
東日本旅客鉄道（JR東日本）
■常磐線
久ノ浜駅 - 末続駅 - 広野駅

### 報道発表資料
1. ↑  『常磐線の運転計画について』（プレスリリース）東日本旅客鉄道水戸支社、2011年10月3日。オリジナルの2012年9月16日時点におけるアーカイブ。2011年10月3日閲覧。
2. 1 2  『常磐線（富岡駅～浪江駅間）の運転再開について』（PDF）（プレスリリース）東日本旅客鉄道、2020年1月17日。オリジナルの2020年1月17日時点におけるアーカイブ。2020年1月17日閲覧。
3. ↑  『Suicaエリア外もチケットレスで! 東北エリアから「えきねっとQチケ」がはじまります』（PDF）（プレスリリース）東日本旅客鉄道、2024年7月11日。オリジナルの2024年7月11日時点におけるアーカイブ。2024年8月1日閲覧。
4. ↑  『常磐線末続駅、Jヴィレッジ駅における地域活性化に向けた取組み』（PDF）（プレスリリース）東日本旅客鉄道水戸支社、2020年10月23日。オリジナルの2020年10月23日時点におけるアーカイブ。2020年10月23日閲覧。